# 公平街道
公平街道，是中华人民共和国四川省成都市温江区下辖的一个乡镇级行政单位。

## 行政区划
公平街道下辖以下地区：
惠民社区、长安路社区、合江社区、太极社区、龙凤社区、正宗社区、建安社区、红桥社区、惠和村和分水村。